# Nathan Woodward

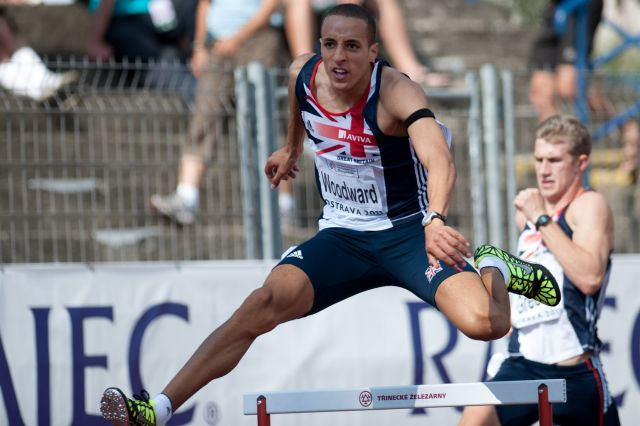
Nathan Woodward bei den U23-Europameisterschaften 2011

Nathan Woodward (* 17. Oktober 1989) ist ein britischer Hürdenläufer, der sich auf die 400-Meter-Distanz spezialisiert hat.
Bei den Europameisterschaften 2010 in Barcelona erreichte er das Halbfinale.
2011 gewann er bei den U23-Europameisterschaften in Ostrava Silber und gelangte bei den Weltmeisterschaften in Daegu ins Halbfinale.
Bei den Europameisterschaften 2012 in Helsinki wurde er Siebter.
2011 wurde er Britischer Meister.

## Persönliche Bestzeiten
- 400 m: 46,82 s, 15. April 2011, Walnut
- 400 m Hürden: 48,71 s, 3. Juli 2011, La Chaux-de-Fonds